# Luiz Eduardo Baptista
Luiz Eduardo Baptista, mais conhecido como BAP (Rio de Janeiro, 23 de agosto de 1960) é um engenheiro civil, empresário e dirigente esportivo brasileiro. Atualmente, é presidente do Flamengo.

## Biografia
Luiz Eduardo Baptista é engenheiro civil formado pela Universidade Federal do Rio de Janeiro (UFRJ) e tem mestrado em finanças. Foi presidente da DirecTV e CEO da Sky Brasil.

### Flamengo
No Flamengo, em 2012, liderou o grupo conhecido como "Chapa Azul", responsável pelo processo de reestruturação do Flamengo iniciado em 2013 ao lado de nomes como Eduardo Bandeira de Mello, Rodolfo Landim, Wallim Vasconcellos, Rodrigo Tostes e Flavio Godinho.
Foi vice-presidente de marketing do Flamengo entre 2013 e o início de 2015 após racha com o então presidente Eduardo Bandeira de Mello. Na eleição seguinte, apoiou o grupo de Rodolfo Landim e Wallim Vasconcellos, mas o presidente foi reeleito, no fim de 2015 para comandar o clube até 2018.
Seguiu ao lado de Rodolfo Landim, que venceu a eleição, em 2018, para ser o presidente do Flamengo nos três anos seguintes (2019–2021). Foi o vice-presidente de relações externas do clube, além de participar do "Conselho de Futebol".
Permaneceu no clube até 2021, quando passou a ser o presidente do Conselho de Administração do Flamengo.
Em 9 de dezembro foi eleito presidente do clube para o triênio 2025–2027, com Flávio Willeman, como vice-presidente Geral. Tomou posse no dia 18 do mesmo mês e assumiu o cargo em 1 de janeiro de 2025.